# سيسنا 402
سيسنا 401 و 402 (بالإنجليزية: Cessna 402)‏ هي طائرة خفيفة بمحركين أنتجت في 1966 بالولايات المتحدة. من صناعة سيسنا. ومازالت في الخدمة حتى الآن.